# Saison 2006-2007 de la Celtic League
Navigation
Celtic League 2005-2006 Celtic League 2007-2008
La saison 2006-2007 de la Celtic League oppose onze franchises : trois écossaises, quatre irlandaises et quatre galloises. La compétition se déroule du 1er septembre 2006 au 12 mai 2007 selon un championnat avec des matchs aller-retour où chaque équipe rencontre tous ses adversaires deux fois. La franchise en tête du classement à l'issue la dernière journée de compétition est déclarée championne.
Les Gallois des Ospreys terminent à la première place du classement et s'adjugent le trophée pour la seconde fois après leur première victoire en 2004-2005. Les Border Reivers, qui terminent à la dernière place, effectuent leur dernière saison dans la compétition car la franchise est démantelée par la Fédération écossaise pour des raisons financières.

## Les équipes
| Franchises irlandaises - Connacht - Leinster - Munster - Ulster | Franchises écossaises - Border Reivers - Édimbourg Rugby - Glasgow Warriors | Franchises galloises - Cardiff Blues - Newport Gwent Dragons - Llanelli Scarlets - Ospreys |

## Classement
| Rang | Franchise             | J  | V  | N | D  | Bo | Bd | Pm  | Pe  | Diff | Pts |
| ---- | --------------------- | -- | -- | - | -- | -- | -- | --- | --- | ---- | --- |
| 1    | Ospreys               | 20 | 14 | 0 | 6  | 4  | 4  | 461 | 374 | +87  | 64  |
| 2    | Cardiff Blues         | 20 | 13 | 1 | 6  | 6  | 3  | 447 | 327 | +120 | 63  |
| 3    | Leinster              | 20 | 12 | 1 | 7  | 7  | 4  | 472 | 376 | +96  | 61  |
| 4    | Llanelli Scarlets     | 20 | 12 | 0 | 8  | 9  | 0  | 490 | 417 | +73  | 57  |
| 5    | Ulster (T)            | 20 | 11 | 1 | 8  | 4  | 5  | 423 | 310 | +113 | 55  |
| 6    | Munster               | 20 | 12 | 0 | 8  | 3  | 3  | 379 | 294 | +85  | 54  |
| 7    | Glasgow Warriors      | 20 | 11 | 0 | 9  | 3  | 2  | 434 | 419 | +15  | 49  |
| 8    | Édimbourg Rugby       | 20 | 8  | 1 | 11 | 2  | 6  | 335 | 423 | -88  | 42  |
| 9    | Newport Gwent Dragons | 20 | 8  | 0 | 12 | 1  | 6  | 353 | 362 | -9   | 39  |
| 10   | Connacht              | 20 | 4  | 2 | 14 | 2  | 4  | 326 | 474 | -148 | 26  |
| 11   | Border Reivers        | 20 | 2  | 0 | 18 | 0  | 4  | 201 | 545 | -344 | 12  |

|  | Vainqueur de la compétition (no 1) |
|  | T : Tenant du titre 2006           |

Attribution des points : victoire : 4, match nul : 2, défaite : 0 ; plus les bonus (offensif : 4 essais marqués ; défensif : défaite par 7 points d'écart maximum).
Règles de classement : 1. Nombre de victoires ; 2.différence de points ; 3. nombre d'essais marqués ; 4. nombre de points marqués ; 5. différence d'essais ; 6. rencontre supplémentaire si la première place est concernée sinon nombre de cartons rouges, puis jaunes.

## Résultats

### Tableau synthétique des résultats
L'équipe qui reçoit est indiquée dans la colonne de gauche.
| Clubs                 | BOR   | CAR   | CON   | DRA   | EDI   | GLA   | LLA   | LEI   | MUN   | OSP   | ULS   |
| --------------------- | ----- | ----- | ----- | ----- | ----- | ----- | ----- | ----- | ----- | ----- | ----- |
| Border Reivers        |       | 14-41 | 15-29 | 8-20  | 10-3  | 19-20 | 13-19 | 22-19 | 0-36  | 16-24 | 9-33  |
| Cardiff Blues         | 36-15 |       | 15-13 | 31-20 | 48-0  | 27-9  | 29-10 | 27-11 | 22-13 | 30-24 | 20-17 |
| Connacht              | 20-17 | 16-16 |       | 16-9  | 22-22 | 23-40 | 15-37 | 16-31 | 8-14  | 15-10 | 17-24 |
| Newport Gwent Dragons | 48-0  | 14-13 | 23-0  |       | 17-10 | 13-3  | 22-23 | 22-23 | 19-12 | 13-27 | 25-32 |
| Édimbourg Rugby       | 17-3  | 13-23 | 49-31 | 30-20 |       | 14-9  | 24-14 | 20-14 | 9-35  | 12-30 | 20-15 |
| Glasgow Warriors      | 25-0  | 22-3  | 39-34 | 23-24 | 34-27 |       | 30-14 | 26-20 | 24-13 | 29-26 | 8-19  |
| Llanelli Scarlets     | 53-11 | 38-10 | 19-10 | 31-11 | 42-17 | 31-17 |       | 33-21 | 25-12 | 6-19  | 17-11 |
| Leinster              | 31-0  | 16-9  | 30-21 | 35-13 | 13-6  | 38-23 | 44-34 |       | 27-10 | 45-22 | 20-12 |
| Munster               | 9-8   | 12-19 | 13-0  | 15-7  | 10-21 | 38-20 | 20-0  | 25-11 |       | 25-20 | 21-13 |
| Ospreys               | 30-13 | 18-16 | 31-10 | 12-6  | 17-11 | 26-9  | 50-24 | 19-17 | 20-12 |       | 29-22 |
| Ulster                | 32-8  | 32-12 | 20-10 | 14-7  | 16-10 | 10-24 | 31-16 | 6-6   | 21-24 | 43-7  |       |

|  | Victoire à domicile |  | Match nul |  | Défaite à domicile |

### Détail des résultats
Les points marqués par chaque équipe sont inscrits dans les colonnes centrales (3-4) alors que les essais marqués sont donnés dans les colonnes latérales (1-6). Les points de bonus sont symbolisés par une bordure bleue pour les bonus offensifs (quatre essais ou plus marqués), orange pour les bonus défensifs (défaite avec au plus sept points d'écart), rouge si les deux bonus sont cumulés. 